# Natalija Jurtschuk
Natalija Jurtschuk (ukrainisch Наталія Юрчук; englisch Nataliya Yurchuk; * 28. Mai 1996) ist eine ukrainische Leichtathletin, die im Sprint und Hürdenlauf an den Start geht.

## Sportliche Laufbahn
Erste internationale Erfahrungen sammelte Natalija Jurtschuk im Jahr 2019, als sie bei den Balkan-Hallenmeisterschaften in Istanbul in 8,36 s den fünften Platz über 60 m Hürden belegte. Anschließend schied sie bei den Halleneuropameisterschaften in Glasgow mit 8,38 s in der ersten Runde aus. Im Juli schied sie dann bei der Sommer-Universiade in Neapel mit 13,55 s im Halbfinale im 100-Meter-Hürdenlauf aus. Im Jahr darauf gelangte sie bei den Balkan-Hallenmeisterschaften in Istanbul mit 8,38 s auf den siebten Platz über 60 m Hürden und 2024 erreichte sie bei den Balkan-Hallenmeisterschaften ebendort mit 8,34 s Rang acht.
2021 wurde Jurtschuk ukrainische Meisterin im 200-Meter-Lauf sowie in der 4-mal-100-Meter-Staffel.

## Persönliche Bestzeiten
- 200 Meter: 24,11 s (0,0 m/s), 20. Juni 2021 in Luzk
- 100 m Hürden: 13,24 s (+1,8 m/s), 23. Mai 2023 in Turnov
  - 60 m Hürden (Halle): 8,21 s, 12. Februar 2022 in Kiew